# Jane (personaggio)
Jane è la protagonista dell'omonima striscia a fumetti creata dal fumettista Norman Pett, pubblicato a partire dal 1932 sul quotidiano Daily Mirror per quasi trent'anni. 

## Personaggio
La bellissima ragazza bionda, di nome Jane Gay, è la protagonista di piccole storie quotidiane, narrate tutte nell'arco di una striscia a fumetti, che si concludono tutte, o quasi tutte, con la giovane svestita a causa di incidenti vari. La quotidianeità delle vicende narrate non le risparmia stappi al vestito o colpi di vento, che provvedono a metterne in mostra le avvenenti forme. Anche le numerose docce e bagni, contribuiscono a mostrare ai lettori la bella Jane discinta, in tutto il suo splendore. Fidanzata con un bravo ragazzo di nome George Porgie (tradotto in Italia come "Giorgio"), le vicende di Jane vedono quale comprimario il cane del ragazzo, un bassotto di nome Fritz von Pumperniker. I due fidanzati si sposeranno nell'ultima striscia della serie, pubblicata nel 1959.

## Storia editoriale

Norman Pett in compagnia del bassotto di nome "Count Pumpernickel" che ha ispirato il personaggio di Fritz

L'idea per le avventure di Jane è venuta a Norman Pett a seguito di un divertente equivoco che aveva visto protagonista la moglie: la donna aveva ricevuto un telegramma con il quale la si avvisava dell'arrivo del Conte Fritz von Pumpernickel e con il quale le veniva chiesto di prendersene cura. Il fantomatico nobile si rivelava essere invece un cane bassotto. La prima striscia, inviata dal fumettista al Daily Mirror, raccontava in chiave umoristica la vicenda: la storia piacque e fu pubblicata sul numero del 5 dicembre 1932 del quotidiano britannico. Lo stile "all'americana" delle strisce quotidiane piacque ai lettori e si ritagliò uno spazio giornaliero sul giornale fino al 1938 con il titolo Jane's Journal, the Diary of a Bright Young Thing; l'idea di un diario era accentuata dal lettering in corsivo che riproduceva la scrittura a mano. Nel dicembre del 1938 il responsabile della pagina di varietà propose di passare a storie di più ampio respiro e quindi affiancò il lavoro di Norman Pett con quello dello sceneggiatore Don Freeman. Anche le vicende andarono sempre più ad accentuare le caratteristiche sexy di Jane tanto che Pett, che fino ad allora aveva ritratto la moglie come soggetto per la protagonista del fumetto, dovette ricorrere a modelle di professione. Il creatore di Jane curò personalmente le storie fino al 1º maggio 1948, sostituito dal disegnatore Michael Hubbard, già collaboratore di Pett. Il cambio di registro della serie, impregnata di romanticismo, non piacque molto al pubblico: le strisce di Jane smisero di essere pubblicate il 10 ottobre 1959.
In occasione dell'uscita dell'ultima striscia sul Daily Mail, i quotidiani concorrenti tributarono omaggi a Jane pubblicando articoli e falsi necrologi in suo onore.
Nel 1961 il Daily Mirror tentò un rilancio del personaggio, incaricando il fumettista Alfred Mazure (Maz) di raccontare le storia della figlia di Jane (anche lei di nome "Jane"), non accendendo tuttavia l'entusiasmo del pubblico.
In Italia le strisce furono pubblicate dal quotidiano Il Giorno negli anni 1950, sporadicamente sul supplemento della rivista linus e su due monografie dell'Editoriale Dardo e della Biblioteca Universale Rizzoli.

## Successo
La fortuna del personaggio fu tale che, per tenere alto il morale delle truppe nella Seconda guerra mondiale, furono organizzati spettacoli di spogliarello per i soldati con protagonista la bella Jane impersonata dalla stessa artista che nel 1949 ne avrebbe ricoperto il ruolo in un primo film dedicato al fumetto, The Adventures of Jane. Quando per la prima volta rocambolesche vicende portarono Jane inavvertitamente, a denudarsi completamente, la vignetta che la ritraeva in déshabillé trionfò sulla prima pagina della rivista stampata per le forze armate americane in Estremo Oriente, Roundtrip.
Tra gli innumerevoli carri armati sbarcati in Normandia molti erano decorati con i disegni Jane.
In un sondaggio di popolarità del 1946 Jane si posizionò al quarto posto, subito dopo personaggi storici, artistici e letterari quali Sherlock Holmes, Ludwig van Beethoven e George Bernard Shaw. Più della metà degli intervistati associavano il nome di Jane al Daily Mirror. Le grazie del personaggio, esposte in ogni vignetta del fumetto, assestarono un duro colpo alla morale imperante nel Regno Unito in quegli anni; di contro, tuttavia, il carattere ingenuo della ragazza, scanzonato e al contempo pudico e fedele al suo fidanzato storico, stemperaronoo le preoccupazioni dei benpensanti, garantendo lunga vita al fumetto, di fatto dai contenuti fortemente "tradizionalisti". Analogo successo fu registrato anche negli USA anche se le vignette di Jane dovettero essere spesso ritoccate e il personaggio rivestito, prima di poter essere stampate sui quotidiani statunitensi.
Il lavoro di ritocco delle storie di Jane, necessario per non incorrere nella censura negli Stati Uniti, costrinse Norman Pett a un lavoro immane tanto che, per un paio di giorni, le strisce quotidiane del Daily Mirror non furono pubblicate. La redazione fu subissata da lettere di fans preoccupati alle quali il fumettista rispose con una simpatica vignetta in cui una svestita Jane, dalle trasparenze di una tenda, tranquillizzava i lettori con la battuta: "Datemi tregua! Non riesco a trovare le mutandine." In risposta la redazione ricevette moltissimi pacchetti contenenti biancheria intima spediti dai fans.

## Altri media
Al personaggio è stato dedicato il film intitolato The Adventures of Jane (1949) diretto da Edward G. Whiting, con protagonista Christabel Leighton-Porter, la stessa attrice che aveva interpretato Jane in alcuni spettacoli di spogliarello organizzati per tenere alto il morale delle truppe nella Seconda guerra mondiale.
Nel 1982 il personaggio di Jane è la protagonista per la BBC di una serie di telefim composta da cinque episodi per la regia di Andrew Gosling con protagonista Glynis Barber. Nel 1984 è andata in onda una seconda serie di altri cinque episodi.
Nel 1987 viene prodotto il film Jane and the Lost City per la regia di Terry Marcel con Kirsten Hughes nel ruolo di Jane.